# Lorne Pierce Medal
La Lorne Pierce Medal è un riconoscimento assegnato dalla Royal Society of Canada per riconoscere il raggiungimento di un successo speciale e di un notevole merito nella letteratura creativa o critica scritta in lingua inglese o francese. 
Il premio stesso consiste in una medaglia d'argento placcata in oro. La medaglia fu assegnata per la prima volta nel 1926 e fino al 1964 è stata conferita ogni anno. Da allora viene conferita ogni due anni se esiste un candidato idoneo.  
Il premio porta il nome di Lorne Pierce (1890-1961), che fu direttore della casa editrice Ryerson Press per quarant'anni, contribuendo notevolmente allo sviluppo e all'apprezzamento della letteratura canadese e che originariamente istituì il premio.

## Premiati
- 1926: Charles G. D. Roberts
- 1927: Duncan Campbell Scott, Fellow of the Royal Society of Canada (FRSC)
- 1928: Bliss Carman
- 1929: Camille Roy, FRSC
- 1930: Sir Andrew Macphail, FRSC
- 1932: Archibald MacMechan, FRSC
- 1934: Frederick Philip Grove
- 1935: Édouard Montpetit, Membre de la Société royale du Canada (MSRC)
- 1936: Pelham Edgar, FRSC
- 1937: Stephen Leacock, FRSC
- 1938: Mazo de la Roche
- 1939: Wilfrid Bovey, FRSC
- 1940: E. J. Pratt, FRSC
- 1941: Léon Gérin, MSRC
- 1942: Watson Kirkconnell, FRSC
- 1943: George H. Clarke, FRSC
- 1944: Audrey Alexandra Brown
- 1945: Félix-Antoine Savard, MSRC
- 1946: Charles N. Cochrane, FRSC
- 1947: Dorothy Livesay
- 1948: Gabrielle Roy, MSRC
- 1949: John Murray Gibbon, FRSC
- 1950: Marius Barbeau, FRSC
- 1951: E. K. Brown
- 1952: Hugh MacLennan, MSRC
- 1953: Earle Birney, FRSC
- 1954: Alain Grandbois
- 1955: Bruce Hutchison, FRSC
- 1956: Thomas Head Raddall, FRSC
- 1957: A. M. Klein
- 1958: Northrop Frye
- 1959: Philippe Panneton
- 1960: Morley Callaghan
- 1961: Robertson Davies, FRSC
- 1962: F. R. Scott, FRSC
- 1963: Léo-Paul Desrosiers, MSRC
- 1964: Ethel Wilson
- 1966: A. J. M. Smith
- 1968: Robert Duer Clayton Finch, FRSC
- 1970: Roy Daniells, FRSC
- 1972: Desmond Pacey
- 1974: Rina Lasnier, MSRC
- 1976: Douglas LePan, FRSC
- 1978: Carl Klinck, FRSC
- 1980: Antonine Maillet, MSRC
- 1982: Malcolm M. Ross, FRSC
- 1984: Sheila Watson
- 1986: Rudy Wiebe
- 1989: Maurice Lemire, MSRC
- 1991: Gilles Marcotte
- 1993: Alice Munro
- 1996: Clément Moisan, FRSC
- 1998: David Staines
- 2000: Jean-Louis Major, MSRC
- 2002: Sandra Djwa, FRSC
- 2004: W. H. New, FRSC
- 2006: Paul Wyczynski
- 2008: Rosemary Sullivan, FRSC
- 2010: Sherrill Grace, MSRC
- 2012: Aritha Van Herk
- 2014: Jack Hodgins
- 2016: Linda Hutcheon
- 2018: Margaret Atwood
- 2020: Michel Biron[1]
- 2022: Robert Lecker[2]
- 2024: Ruth Panofsky[3]